# Michael Prue

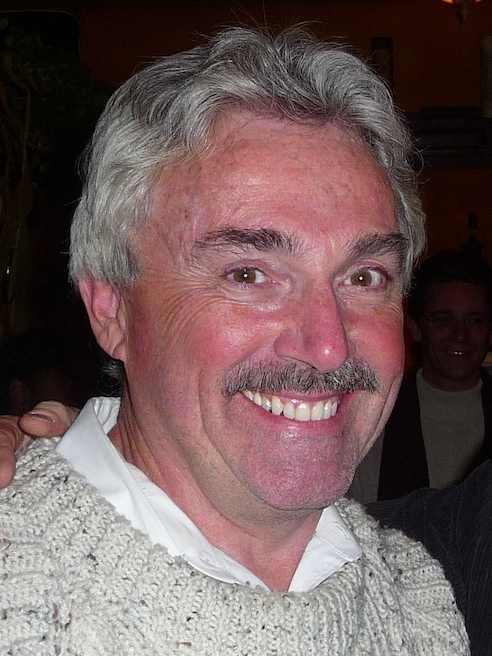
Michael Prue (2009)

Michael David Prue (* 14. Juli 1948 in Toronto) ist ein kanadischer Politiker. Seit 2022 ist er Bürgermeister von Amherstburg. Er hat im Laufe seiner Karriere viele andere politische Ämter bekleidet. Von 2018 bis 2022 war er Mitglied des Stadtrats von Amherstburg. Zwischen 2001 und 2014 war er als Mitglied der Ontario New Democratic Party Abgeordneter der Legislativversammlung von Ontario für den Wahlkreis Beaches-East York. Von 1998 bis 2001 war er Mitglied des Toronto City Council. Von 1993 bis 1997 war er Bürgermeister von East York und von 1988 bis 1993 Mitglied des Stadtrats von East York.

## Frühes Leben
Prue wurde am 14. Juli 1948 in Toronto, Ontario, geboren. Er wuchs im Torontoer Stadtteil Regent Park auf. Er erwarb einen Bachelorabschluss in Politikwissenschaft und Anthropologie an der University of Toronto und einen Masterabschluss in Kanadistik an der Carleton University. Nach seinem Abschluss arbeitete er als Beamter im Einwanderungsministerium. Während seiner Zeit als Beamter war er auch führendes Mitglied der Public Service Alliance of Canada, der Gewerkschaft, die die Beschäftigten der Föderalregierung vertritt.

## Politische Karriere
Bei der Kanadische Unterhauswahl 1980 und der Kanadische Unterhauswahl 1984 war Prue Kandidat der Neue Demokratische Partei für den Wahlkreis Scarborough Mitte. Beide Male wurde er Dritter.
1988 wurde Prue in den Stadtrat von East York gewählt. 1993 wurde er zum Bürgermeister von East York gewählt und trat die Nachfolge von David Johnson an. Er wurde 1994 und 1997 als Bürgermeister wiedergewählt. Während seiner Amtszeit als Bürgermeister reduzierte er die Schulden der Stadt um 8 Millionen Dollar und erhöhte die Steuern nicht. Nachdem East York Teil der Stadt Toronto wurde, wurde Prue in den Toronto City Council gewählt.
Im Jahr 2001 war Prue Kandidatin der Ontario New Democratic Party bei einer Nachwahl im Wahlkreis Beaches-Ost York. Anlass der Nachwahl war der Rücktritt der Parteikollegin Frances Lankin. Am 20. September 2001 wurde Prue mit 14.024 Stimmen (49,83 %) gewählt und besiegte den liberalen Kandidaten Robert Hunter. Er wurde bei den Provinzwahlen in Ontario 2003, 2007 und 2011 wiedergewählt.
Während seiner Amtszeit als Abgeordneter setzte sich Prue für höhere Sozialleistungen und eine Senkung der Wohnkosten ein. Außerdem schlug er erfolglos ein Gesetz zur Begrenzung der Gehälter von Konzernlenkern vor.
Nach dem Rücktritt des Parteivorsitzenden Howard Hampton im Jahr 2009 kandidierte Prue für den Vorsitz. Beim Parteitag 2009 belegte er den vierten Platz hinter Gilles Bisson, Peter Tabuns und Andrea Horwath. Horwath wurde neue Parteivorsitzende.
Bei der Provinzwahl in Ontario 2014 unterlag Prue dem liberalen Kandidaten Arthur Potts mit 431 Stimmen. Später in diesem Jahr zog er sich in die Stadt Amherstburg im Südwesten Ontarios zurück. Prue wurde 2018 aus dem Ruhestand entlassen und in den Stadtrat von Amherstburg gewählt. 2022 wurde er zum Bürgermeister der Stadt gewählt.